# Maatcilinder

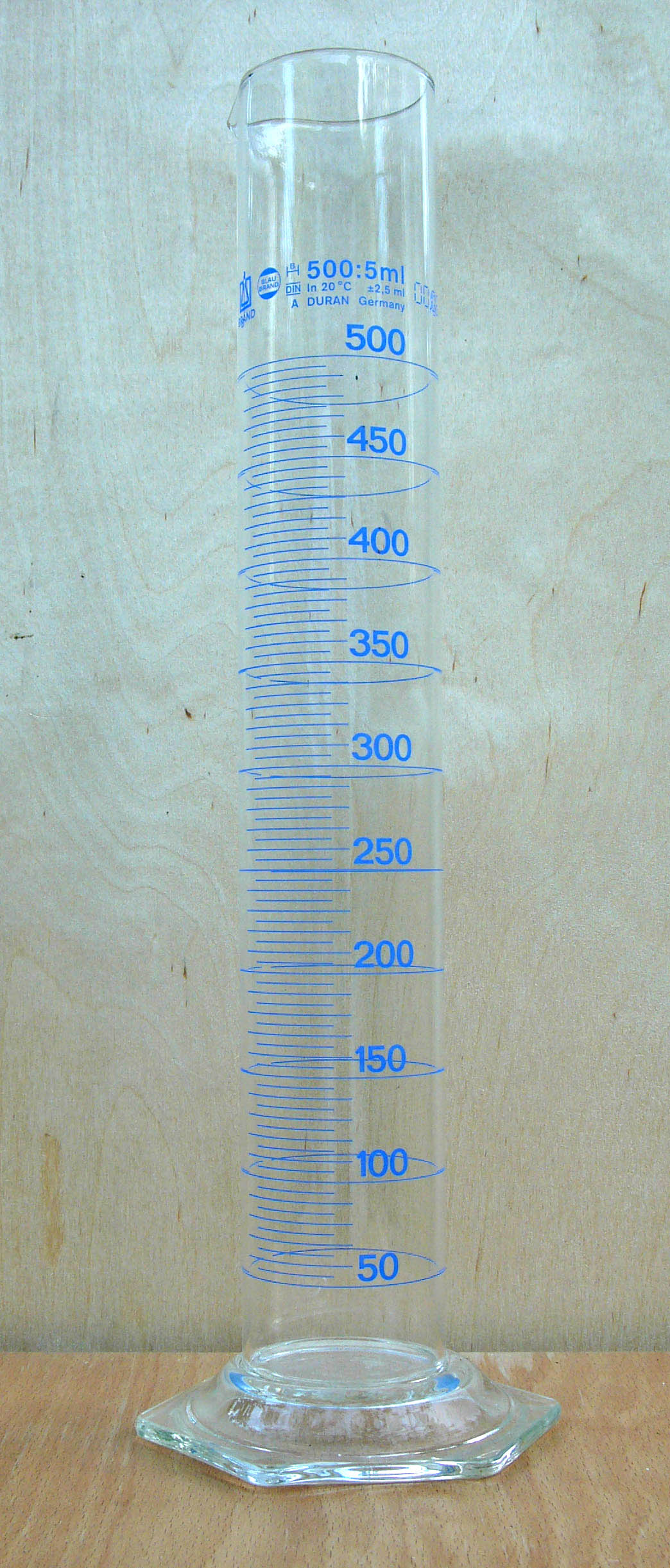

Maatcilinders zijn een onderdeel van de uitrusting van veel laboratoria.
Een maatcilinder is een cilindrische vaas met platte bodem en een schenktuitje aan de bovenkant, waarbij op de zijkant een schaalverdeling is aangebracht waaraan men kan aflezen hoeveel vloeistof er in de maatcilinder zit. Het aflezen gebeurt op het laagste punt van de vloeistofoppervlakte, de zogenaamde meniscus. De nauwkeurigheid van het afgemeten volume wordt bepaald door de breedte van de cilinder en de breedte van de gebruikte maatstrepen.
Maatcilinders zijn er in vele grootten. Voor nauwkeurig werk worden meestal maatkolven gebruikt. Eenvoudige typen maatcilinder vindt men ook vaak in de keuken.